# Wapenkoning

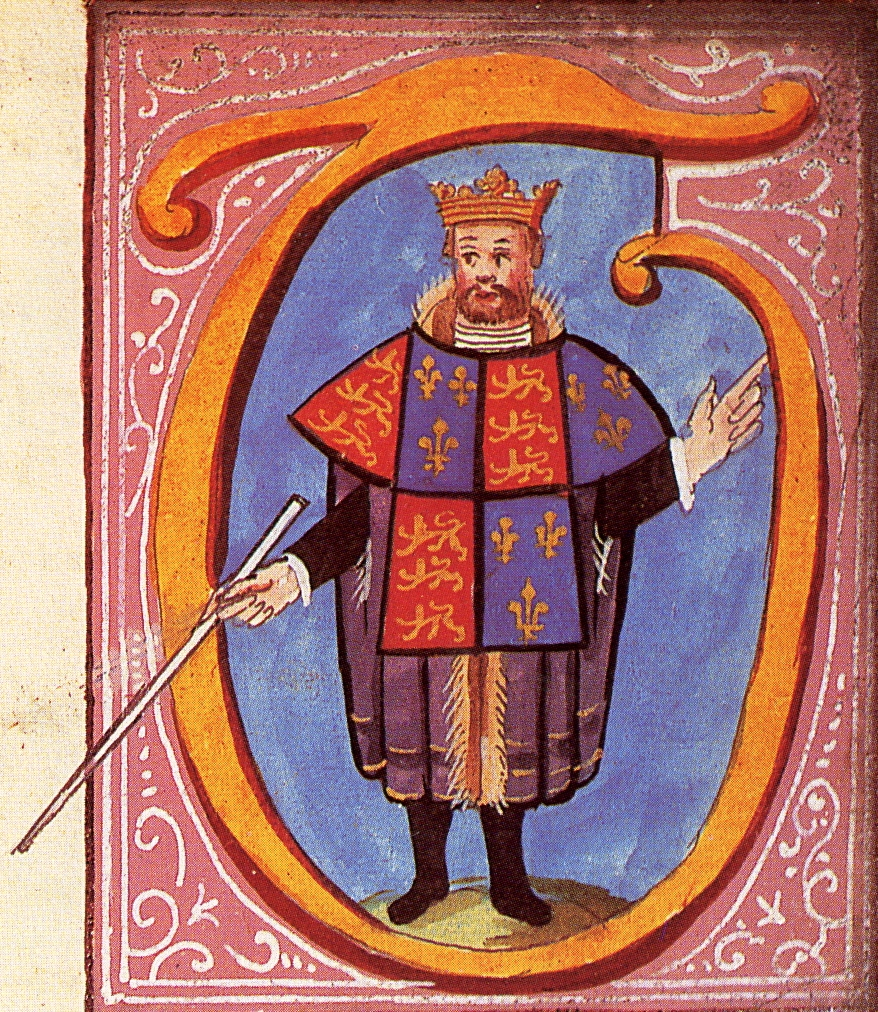
Thomas Hawley, Clarenceux wapenkoning in de 14e eeuw

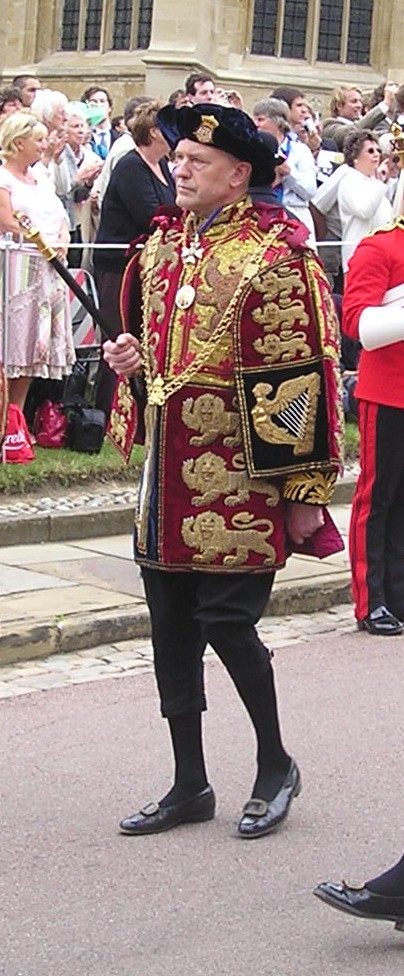
Hubert Chesshyre, Clarenceux wapenkoning tijdens de jaarlijkse dienst van de Orde van de Kousenband in 2006

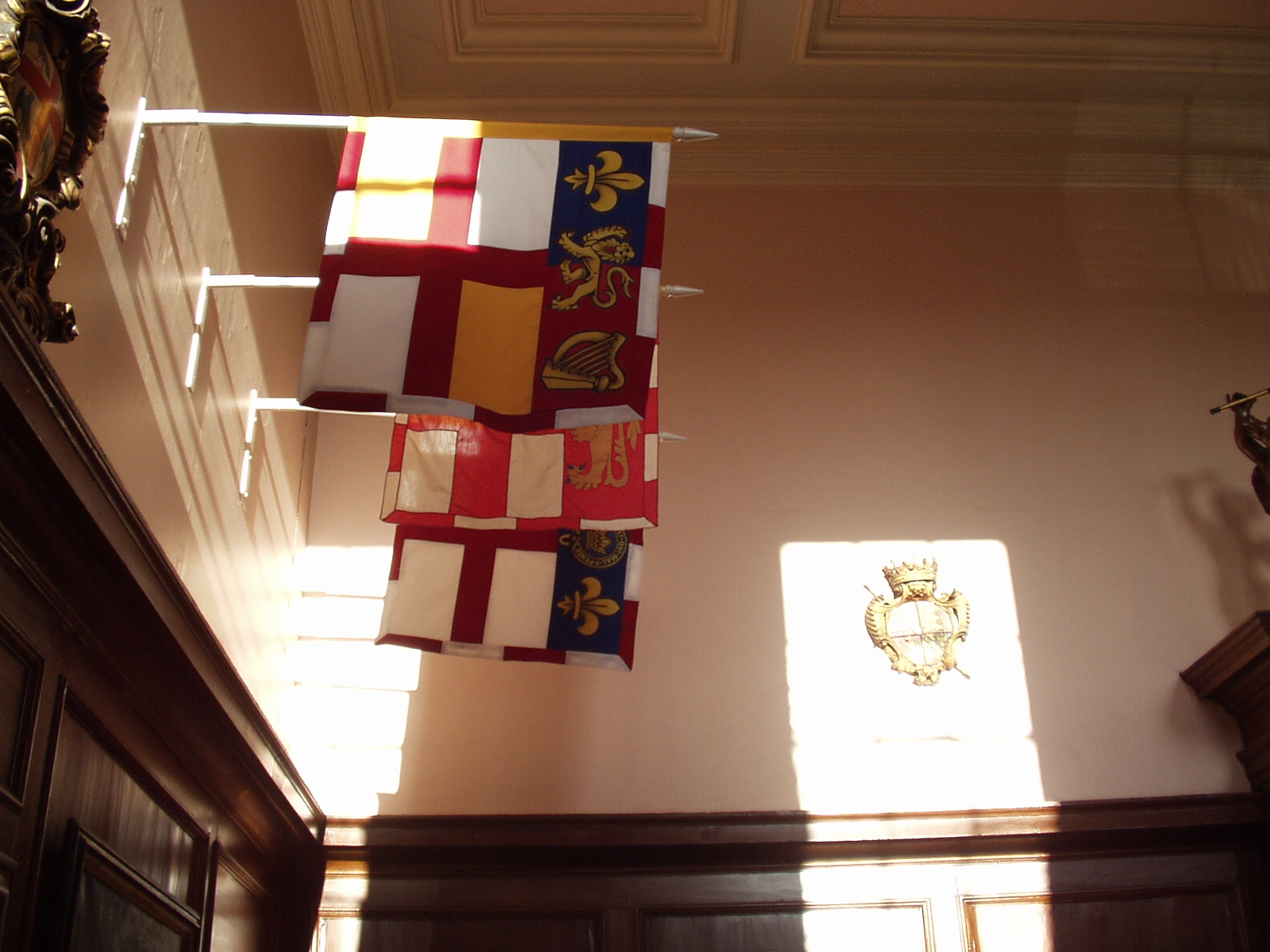
Banieren met het wapen van de Engelse wapenkoningen.

Een wapenkoning, ook wel koning van wapenen is een heraut en staat in de hiërarchie van de herauten boven de heraut en de persevant. De wapenkoning onderscheidt zich van de herauten omdat hij, behalve de tabberd van zijn meester of land, een kroon draagt.
In veel landen is het een, vaak in de wet- en regelgeving vastgelegde, traditie dat de wapenkoningen het recht hebben om wapenschilden vast te stellen en het recht verlenen om deze te voeren. In andere landen is deze bevoegdheid aan anderen gedelegeerd. Er zijn ook landen waar geen regelgeving op heraldisch gebied (meer) bestaat. Met name vroeger gaven wapenkoningen wapenbrieven uit, welke tevens diende als middel om wapenbelasting te innen.

## Nederland

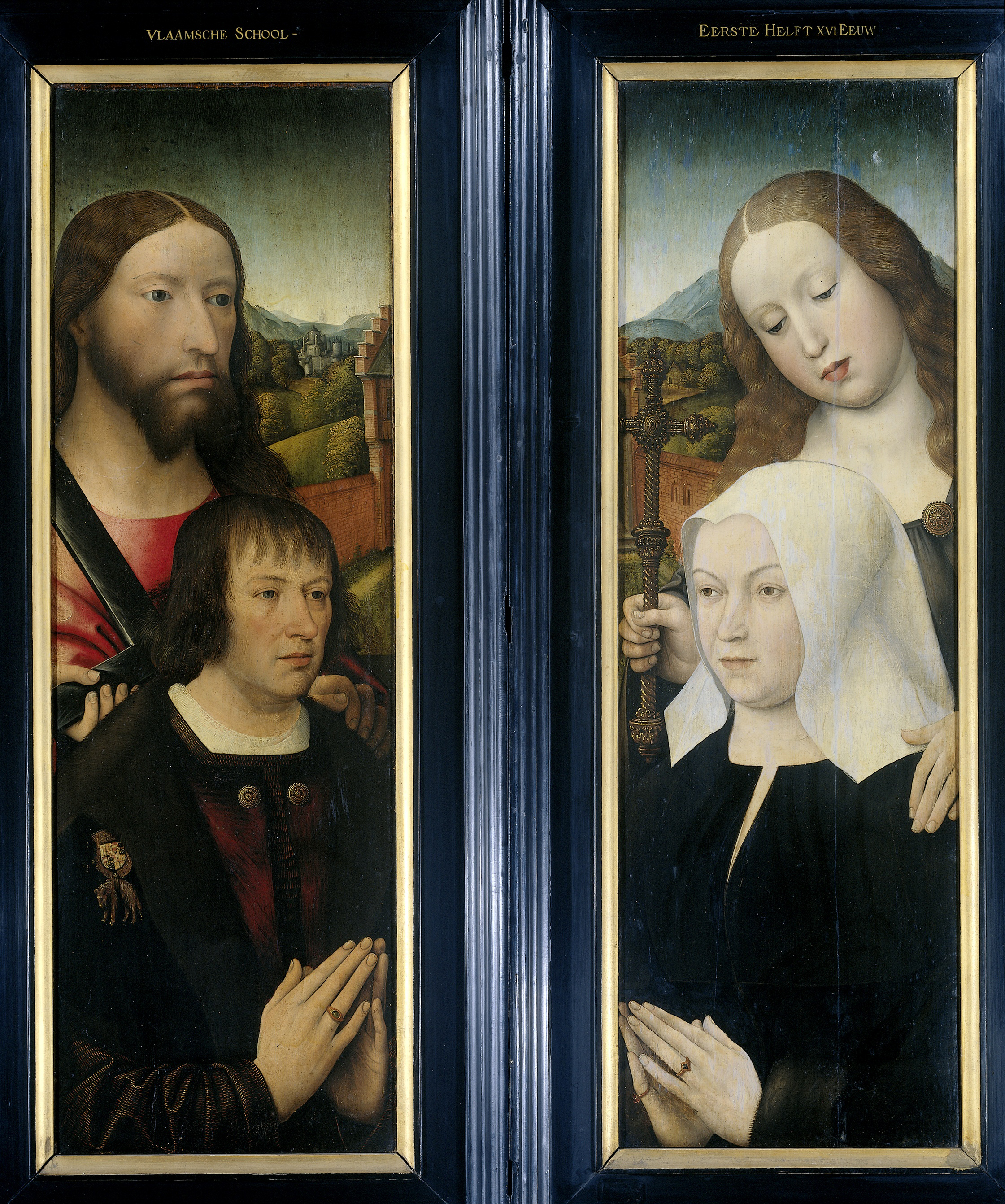
Thomas Isaacq (?-1539-40) (knielend op het linkerpaneel), wapenkoning van het Gulden Vlies, getooid met het wapen van Philips de Schone (tussen 1505 en 1510

In Nederland mag iedereen zelf een wapenschild samenstellen en voeren maar de wapens van de leden van het Koninklijk Huis, de wapens van de Nederlandse adel en gemeentewapens worden door de Hoge Raad van Adel vastgelegd.
Nederland kent geen wapenkoning als permanente functie. Wel figureren tijdens de inhuldigingsceremonie twee Koningen van Wapenen. Gewoonlijk waren dit leden van de Hoge Raad van Adel. Tot de inhuldiging van Juliana droegen de Koningen van Wapenen een hofkostuum naar negentiende-eeuws model; de Herauten van Wapenen droegen tijdens de inhuldiging van Juliana een tabberd, hetgeen doet veronderstellen dat dit ook bij vorige inhuldigingen zo was.
Tijdens de inhuldiging van koningin Beatrix in 1980, werd het ceremoniële ambt vervuld door verzetsstrijders; Erik Hazelhoff Roelfzema was de oudste wapenkoning. Net zoals bijna alle overige deelnemers aan de ceremonie waren de herauten en koningen van wapenen niet langer gekleed in ambtskostuum, maar in jacquet. Wel droegen zij hun staven.
Tijdens de inhuldiging van koning Willem-Alexander vervulden astronaut André Kuipers en generaal buiten dienst Peter van Uhm het ambt van wapenkoning.
De oudste Koning van Wapenen verkondigt tijdens de ceremonie na de eedaflegging door de Koning aan het in de kerk verzamelde volk dat de koning, of koningin is ingehuldigd. Ook kondigt hij de koning of koningin aan wanneer hij of zij de kerk binnen komt.

## België
Familiegebonden heraldische kwesties zijn in België in principe geen federale materie, ze behoren tot de bevoegdheden van de 'Gemeenschappen', zo bestaat er onder meer een Vlaamse Heraldische Raad. Uitzondering hierop vormen de adellijke families, hun heraldiek wordt geregeld door de Raad van Adel, een afdeling van het Ministerie van Buitenlandse Zaken.
Dat verklaart waarom het archief van menige wapenkoning in het bezit is gekomen van het Archief van dit ministerie. Tijdens het ancien régime werden de wapenkoningen - hoewel geen erfelijk ambt in het latere België - vaak gekozen uit dezelfde families, bijvoorbeeld Jaerens, Beydaels, van Ursel.

## Verenigd Koninkrijk
In de hal van de Engelse Raad van Adel, het College of Arms hangen de drie banieren met de aan het ambt verbonden wapens van Norroy en Ulster wapenkoning, Clarenceux wapenkoning en de Eerstaangewezen wapenkoning van de Kousenband.
In Engeland moet de erfelijke Earl Marshal, de Hertog van Norfolk, het voeren van een wapenschild goedkeuren. In Schotland is dat de taak van de Lord Lyon. Toestemming wordt gegeven in de vorm van een fraai getekend diploma dat "Warrant" wordt genoemd. De eigenlijke wapenverlening wordt gedaan in de vorm van een fraai gekalligrafeerde open brief de zogenaamde "Letters Patent" die voorzien is van een geschilderde afbeelding van het verleende wapen alsmede, als deze ook verleend worden, afbeeldingen van de standaard en verleende badges. Na de onafhankelijkheid van de Ierse vrijstaat werd het verlenen van wapens opgedragen aan de door de Ierse regering benoemde "Eerste Heraut" die de functie van een wapenkoning heeft.
In Schotland is het "Hof van de Lord Lyon" verantwoordelijk voor de toepassing van de strenge Schotse regels en wetgeving op het gebied van de heraldiek.
De drie Engelse wapenkoningen dragen bij kroningen een gouden kroon van 16 acanthusbladeren met op de diadeem de tekst "Miserere mei Deus secundum magnum misericordiam tuam" (Latijn: "Heb erbarmen O Heer die vol erbarmen is"). De Schotse wapenkoning ("Lord Lyon King of Arms") draagt een kroon die sterk op de Schotse koninklijke kroon lijkt.
In Canada is ook een "Eerste Heraut" aangesteld die handelt in opdracht van de Canadese Gouverneur Generaal die op zijn of haar beurt Charles III van het Verenigd Koninkrijk vertegenwoordigt. Dat is zo geregeld omdat alleen de koning een "fons honorum" is. Alleen hij kan eretekenen instellen en verdelen.

## Andere landen
In Spanje is de bevoegdheid om wapens vast te stellen opgedragen aan de twee "Cronistas de Armas", een college dat vergelijkbaar is met de Nederlandse Hoge Raad van Adel. Er is een archivaris van de wapenschilden van Castilië en León en een archivaris van de wapens van Asturië.
In Zuid-Afrika werkt een "Staatsheraut van Zuid-Afrika".
In Ierland is sinds 1937 een "Hoofdheraut van Ierland" werkzaam.
In Italië is het huidige ambt van "Wapenkoning van het Koninklijk Huis Bourbon-Beide Siciliën" een restant van de Commissie voor adellijke titels die bestond tot 1861, toen het  Koninkrijk der Beide Siciliën in het Koninkrijk Italië (1861-1946) opging. Zijn beslissingen hebben een dynastiek karakter.
In veel landen is het registreren of verlenen van wapens door colleges en overheidsbureaus overgenomen. Andere landen laten het dragen van wapens van particulieren aan instellingen die door burgers worden bestuurd over.
De Rooms Katholieke Kerk die een eigen kerkelijke heraldiek bezit staat een private academie toe, de in 1853 opgerichte Accademia Araldica in Rome, adviezen te verstrekken aan prelaten en hoogwaardigheidsbekleders die een kerkelijk wapen behoren te voeren.